# Ornementation islamique

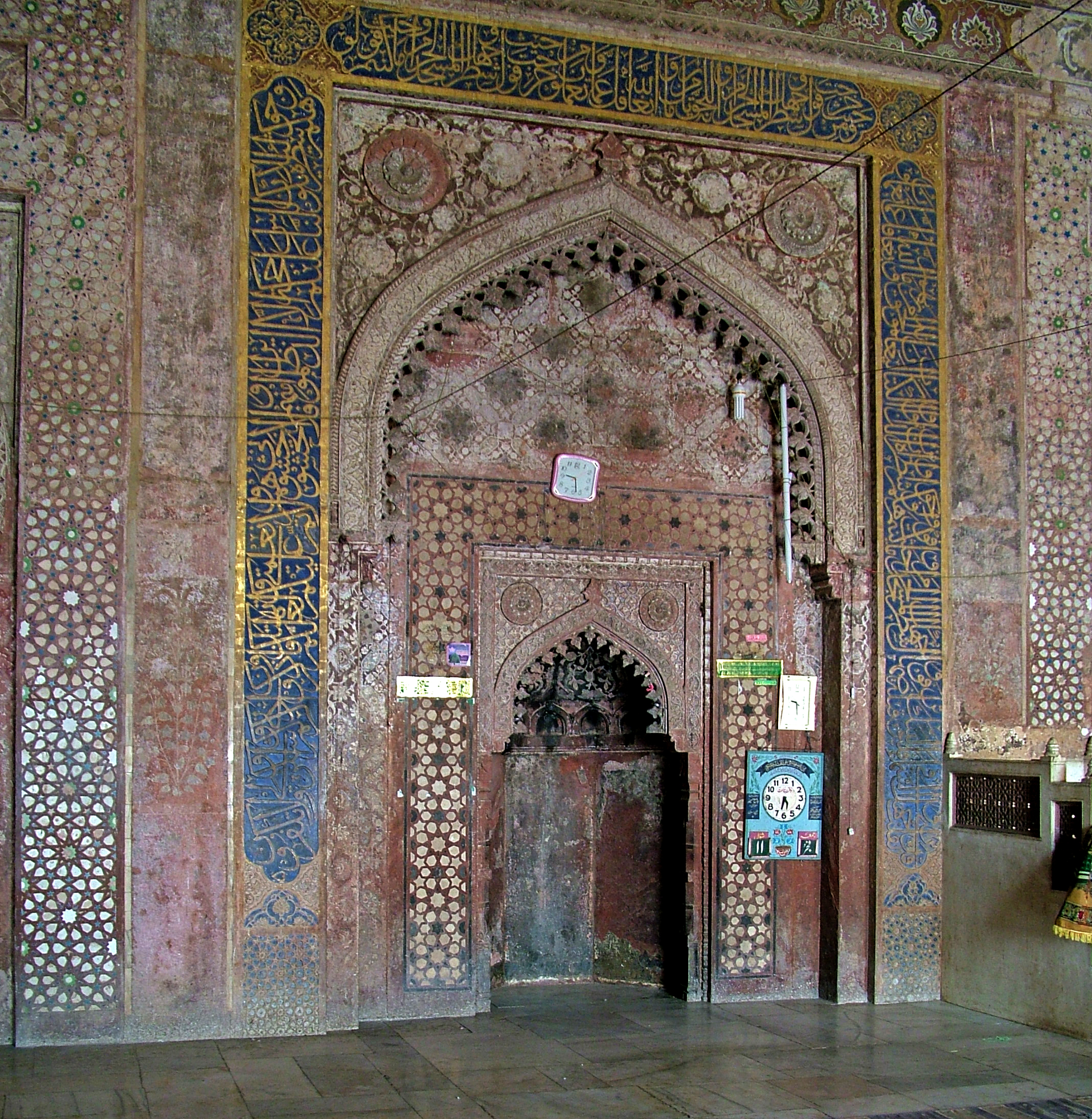
Motifs géométriques islamiques, arabesques et motifs calligraphiques ornant le mihrab de la mosquée Jama Masjid, Fatehpur Sikri.

L'ornementation islamique est l'utilisation de formes et de motifs décoratifs dans l'art et l'architecture islamiques. Ses éléments peuvent être largement divisés en arabesques, utilisant des éléments végétaux courbés, des motifs géométriques avec des lignes droites ou des courbes régulières, et la calligraphie islamique, composée de textes religieux d'apparence stylisée, utilisés à la fois de manière décorative et pour transmettre un message. Tous trois impliquent souvent des entrelacements élaborés dans divers supports.
L'ornementation d'art islamique a eu une influence significative sur les formes d'art décoratif européennes, notamment dans l'arabesque occidentale.

## Généralités

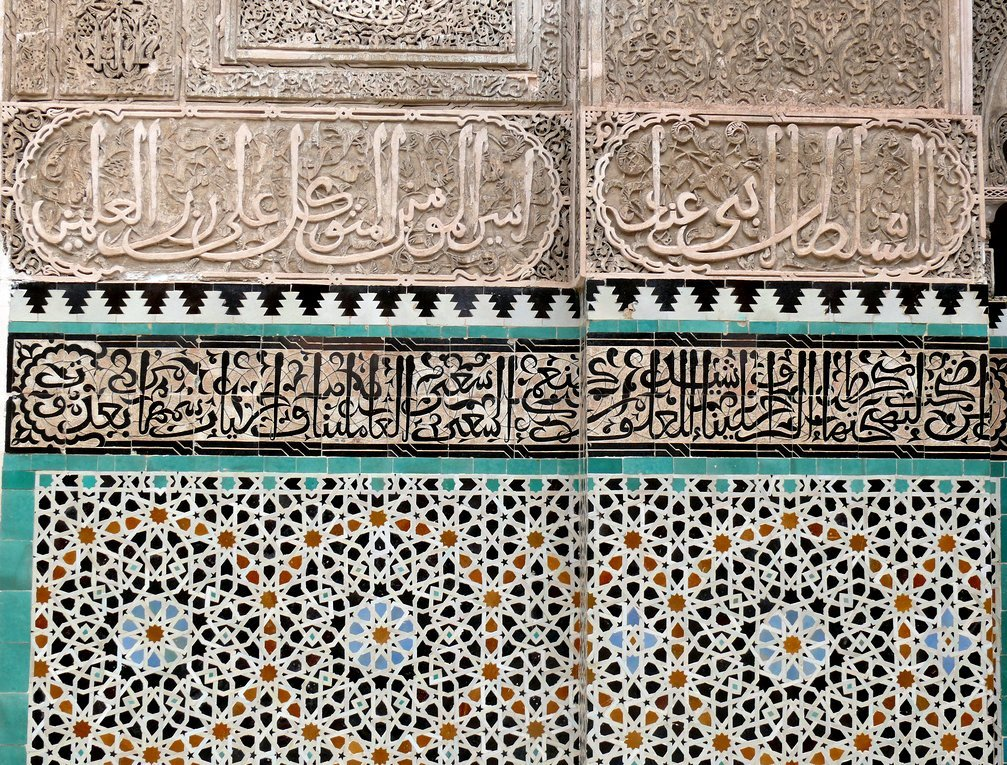
Carreaux de zellige géométriques, décoration en stuc avec calligraphie arabe et arabesques à la médersa Bou Inania, Fès.

L'art islamique évite généralement les images figuratives pour éviter de devenir des objets de culte,. Cet aniconisme dans la culture islamique a encouragé les artistes à explorer l'art non figuratif, créant un changement esthétique général vers une décoration basée sur les mathématiques. Même avant la prédication de l’Islam, les régions associées aujourd’hui au monde islamique montraient une préférence pour la décoration végétale géométrique et stylisée. Dès le IVe siècle, l'architecture byzantine présentait des formes influentes d'ornementation abstraite dans la maçonnerie. Les artistes sassanides ont eu une influence en partie grâce à leur expérimentation du stuc comme matériau décoratif.
Les motifs géométriques islamiques dérivent de motifs utilisés dans des cultures antérieures : grecques, romaines et sassanides. Elles constituent l'une des trois formes de décoration islamique, les autres étant l'arabesque basée sur des formes végétales courbées et ramifiées, et la calligraphie islamique ; toutes trois sont fréquemment utilisées ensemble, dans des supports tels que la mosaïque, le stuc, la brique et la céramique, pour décorer des édifices et des objets religieux,,,.
Des auteurs tels que Keith Critchlow soutiennent que les motifs islamiques sont créés pour conduire le spectateur à une compréhension de la réalité sous-jacente, plutôt que d'être une simple décoration, comme le suggèrent parfois les auteurs qui s'intéressent uniquement aux motifs,. Dans la culture islamique, les motifs sont considérés comme le pont vers le royaume spirituel, l'instrument de purification de l'esprit et de l'âme. David Wade affirme qu'« une grande partie de l'art de l'Islam, que ce soit dans l'architecture, la céramique, les textiles ou les livres, est l'art de la décoration — c'est-à-dire de la transformation ». Il soutient que l'objectif est de transfigurer, de transformer les mosquées « en légèreté et en motifs », tandis que « les pages décorées d'un Coran peuvent devenir des fenêtres sur l'infini ». En revanche, Doris Behrens-Abouseif affirme dans son livre Beauty in Arabic Culture qu'une « différence majeure » entre la pensée philosophique de l'Europe médiévale et celle du monde islamique est précisément que les concepts du bien et du beau sont séparés dans la culture arabe. Elle soutient que la beauté, que ce soit dans la poésie ou dans les arts visuels, était appréciée « pour elle-même, sans engagement envers des critères religieux ou moraux ».

## Arabesque

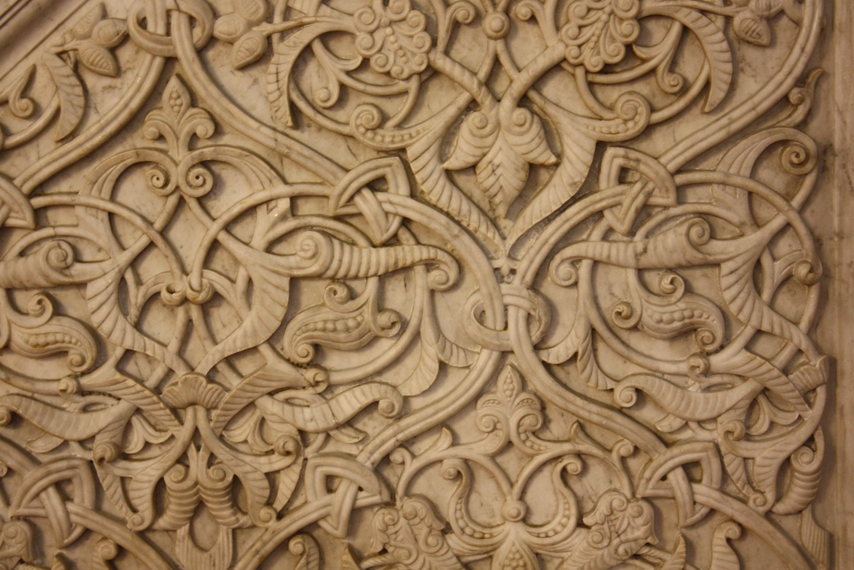
Relief en pierre avec arabesques de vrilles, palmettes et demi-palmettes dans la mosquée des Omeyyades à Damas.

L'arabesque islamique est une forme de décoration artistique composée de « motifs linéaires rythmiques de feuillages enroulés et entrelacés, de vrilles » ou de lignes unies, souvent combinés avec d'autres éléments. Il s'agit généralement d'un seul motif qui peut être « carrelé » ou répété de manière homogène autant de fois que souhaité. Cette technique, qui a émergé grâce à l'intérêt artistique pour les compositions géométriques plus anciennes dans l'art de l'Antiquité tardive, permettait au spectateur d'imaginer à quoi ressemblerait le motif s'il continuait au-delà de ses limites réelles. C'est une caractéristique qui le rend distinctif de l'art islamique.
Les arabesques entièrement « géométrisées » apparaissent au Xe siècle. Les formes végétales couramment utilisées dans les motifs, telles que les feuilles d'acanthe, les raisins et les palmettes plus abstraites, étaient initialement dérivées de l'art de l'Antiquité tardive et de l'art sassanide. L'utilisation caractéristique des sassanides de la vigne en volutes comme élément décoratif est venue des Romains à travers l'art byzantin. À l'époque islamique, cette vigne en volutes a évolué vers l'arabesque. On pense que l'ornement de vigne, populaire dans l'ornementation islamique, provient de l'art hellénistique et du début de l'art chrétien,. Cependant, le rouleau de vigne a connu des changements stylistiques qui ont transformé le motif de vigne en un ornement plus abstrait avec seulement des vestiges du modèle hellénistique. Des motifs supplémentaires, tels que des fleurs, ont commencé à être ajoutés vers le XIVe siècle.
À partir du XIVe siècle, l'arabesque à configuration géométrique commence à être remplacée par des motifs végétaux plus libres inspirés de l'art chinois et du style saz qui devient populaire dans l'art ottoman au XVIe siècle.

## Motifs géométriques

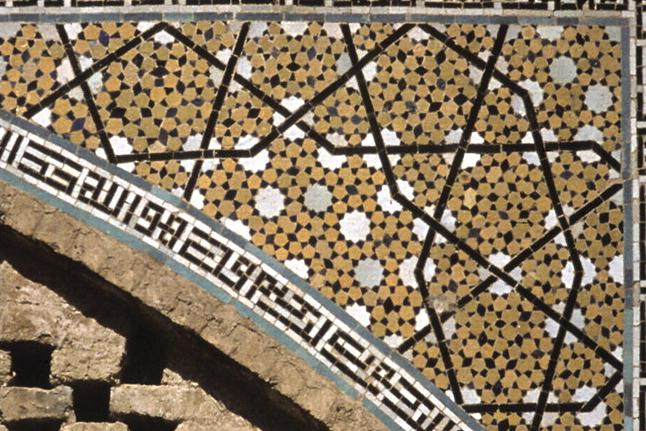
Motif géométrique au Darb-e Imam, Ispahan.

Historiquement, le monde de l’art islamique est largement reconnu pour être le plus compétent dans son utilisation des motifs géométriques à des fins d’expression artistique. Les motifs géométriques islamiques se sont développés dans deux régions différentes : dans les régions orientales de la Perse, de la Transoxiane et du Khorasan d'une part, ainsi que dans les régions occidentales du Maroc et de l'Andalousie d'autre part. Les motifs géométriques de l'art islamique sont souvent construits sur des combinaisons de carrés et de cercles répétés, qui peuvent se chevaucher et s'entrelacer, tout comme les arabesques, avec lesquelles ils sont souvent combinés, pour former des motifs complexes et élaborés, comprenant une grande variété de mosaïques. Ils peuvent constituer l'ensemble de la décoration, former un cadre pour des embellissements floraux ou calligraphiques, ou se retirer à l'arrière-plan autour d'autres motifs. La complexité et la variété des motifs utilisés ont évolué à partir de simples étoiles et losanges au IXe siècle, en passant par une variété de motifs de 6 à 13 pointes au XIIIe siècle, et enfin pour inclure également des étoiles à 14 et 16 pointes au XVIe siècle,,,. Les formes géométriques telles que les cercles, les carrés, les losanges, les dodécagones et les étoiles varient dans leur représentation et leur configuration à travers le monde de l'Islam.
Les motifs géométriques se présentent sous diverses formes dans l'art et l'architecture islamiques, notamment dans les tapis kilim, les girihs (en) persans et les carreaux de zellige occidentaux,, les voûtes décoratives en muqarnas, les écrans de pierre percés jali, la céramique, le cuir, les vitraux,, les boiseries et les ferronneries,.

## Calligraphie

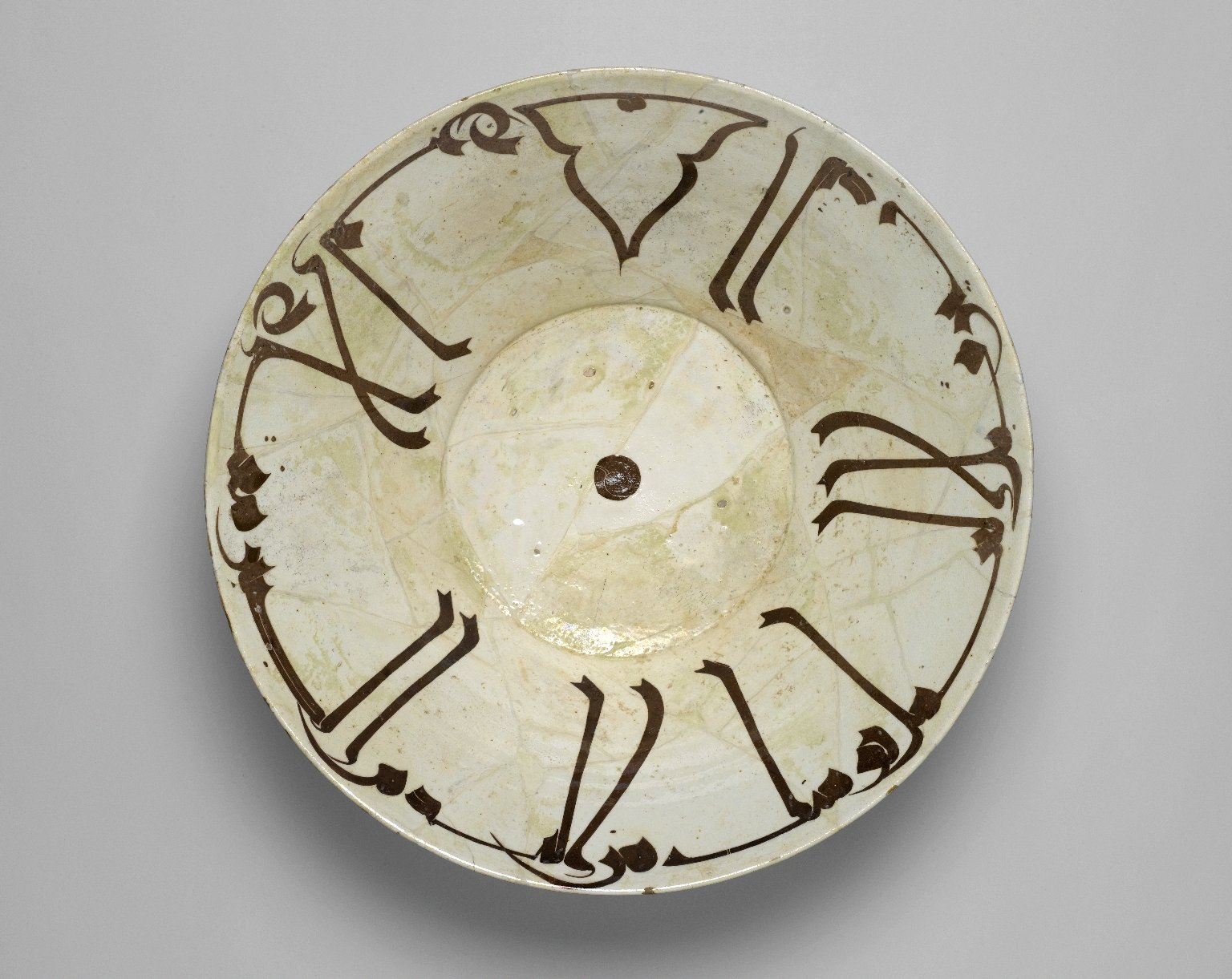
Bol décoré de calligraphies coufiques, Xe siècle.

La calligraphie islamique est un élément central de l’art islamique, alliant attrait esthétique et message religieux. Parfois, c'est la forme dominante de l'ornement ; d'autres fois, elle est combinée avec l'arabesque. L'importance de l'écrit dans l'Islam a fait que la décoration épigraphique ou calligraphique a joué un rôle prépondérant dans l'architecture. La calligraphie est utilisée pour décorer des bâtiments tels que des mosquées, des madrasas et des mausolées ; des objets en bois tels que des cercueils ; et des céramiques telles que des tuiles et des bols,.
La décoration épigraphique peut également indiquer d'autres messages politiques ou religieux grâce à la sélection d'un programme textuel d'inscriptions. Par exemple, les inscriptions calligraphiques qui ornent le Dôme du Rocher comprennent des citations du Coran qui font référence au miracle de Jésus et à sa nature humaine (par exemple Coran 19 : 33-35), à l'unicité de Dieu (par exemple Coran 112) et au rôle de Mahomet en tant que « Sceau des prophètes », qui ont été interprétées comme une tentative d'annoncer le rejet du concept chrétien de la Sainte Trinité et de proclamer le triomphe de l'islam sur le christianisme et le judaïsme,,. Par ailleurs, les inscriptions de fondation sur les bâtiments indiquent généralement son fondateur ou son mécène, la date de sa construction, le nom du souverain régnant et d'autres informations.
Les premiers exemples d'inscriptions épigraphiques dans l'art islamique témoignent d'une approche moins planifiée, dans laquelle la calligraphie n'est pas intégrée à d'autres éléments décoratifs. Au Xe siècle, une nouvelle approche de l’écriture apparaît. Ibn Muqla, dont on pense qu'il est l'inventeur du script naskh, le premier style cursif arabe, ainsi que du thuluth, serait aussi celui du al-khatt al-mansub (plus tard perfectionné par Ibn al-Bawwab), ou « style d'écriture proportionné » ; « Khatt », qui signifie « marquer », mettait l'accent sur la démarcation physique de l'espace par l'écriture calligraphique. Ce concept de rationalisation de l’espace est inhérent à l’ornementation islamique. Aux IXe et Xe siècles, les inscriptions étaient pleinement intégrées au reste du programme décoratif d'un objet ou d'un bâtiment et, au XIVe siècle, elles sont devenues l'élément décoratif dominant de nombreux objets. Le style d'écriture le plus courant au cours de la première période était le coufique, dans lequel dominaient les lignes angulaires droites. Dans les inscriptions monumentales, certaines fioritures ont été ajoutées au fil du temps pour créer des variantes telles que le coufique « fleuri » (dans lequel des formes de fleurs ou de vrilles jaillissent des lettres) ou le coufique « noué » (dans lequel certaines lettres forment des nœuds entrelacés). Cependant, l'élaboration des écritures coufiques les a également rendues moins lisibles, ce qui a conduit à l'adoption d'écritures « cursives » plus rondes dans la décoration architecturale, telles que le naskh, le thuluth et d'autres. Ces écritures sont apparues pour la première fois sur des monuments au XIe siècle, d'abord pour des inscriptions religieuses, puis pour d'autres inscriptions également. Les écritures cursives ont connu de nouvelles élaborations au cours des siècles suivants, tandis que le coufique a été relégué à un rôle secondaire. Les inscriptions sont devenues plus longues et plus encombrées à mesure que davantage d'informations ont été incluses et que davantage de titres ont été ajoutés aux noms des clients.

## Influence sur l'ornementation occidentale

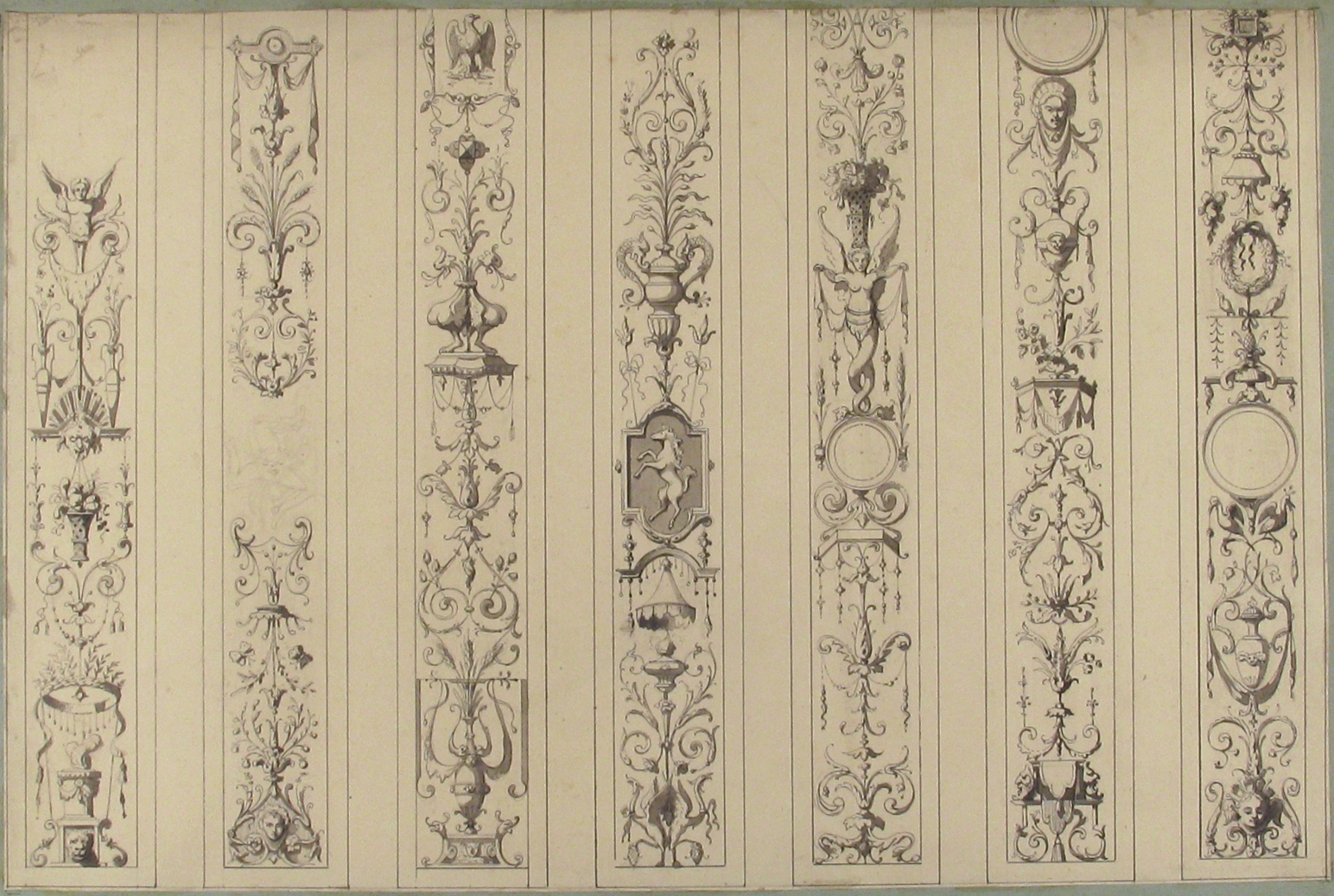
Sept panneaux d'arabesques occidentales, Farnsborough, Angleterre. Dessins de Jules Lachaise et Eugène-Pierre Gourdet, 1880-1886.

Un style d'ornement occidental basé sur l'arabesque islamique développé en Europe à partir de la fin du XVe siècle à Venise ; il a été appelé soit « mauresque », soit « arabesque occidental ». Il a été utilisé dans une grande variété d'arts décoratifs, notamment dans la conception et la reliure de livres. Au tournant du XXe siècle, William Morris du mouvement Arts and Crafts a été influencé par les trois types d'ornements islamiques.

## Théories de l'ornementation islamique
La représentation des motifs est l’une des premières formes d’expression artistique ; cependant, les études scientifiques et théoriques sur les motifs constituent un développement relativement récent. L’étude systématique de leurs propriétés et de leur signification a émergé à la fin du XIXe siècle. Les théories sur l'ornement peuvent être localisées dans les écrits d'Alois Reigl, William Morris, John Ruskin, Carl Semper et Viollet-le-Duc.
Oleg Grabar est l'un des théoriciens qui s'est intéressé à la capacité de l'ornement à évoquer la pensée et l'interprétation. Il soutient que l’ornement n’est pas utilisé simplement comme un embellissement, mais comme un intermédiaire entre la fabrication et la vision. De plus, ses qualités décoratives semblent compléter un objet en lui apportant de la qualité. Cette « qualité » est le sentiment transmis à travers les messages visuels de l’ornement.
Owen Jones, dans son livre The Grammar of Ornament (1856), propose des théories sur la couleur, la géométrie et l'abstraction. L’un de ses principes directeurs stipule que tout ornement est basé sur une construction géométrique.

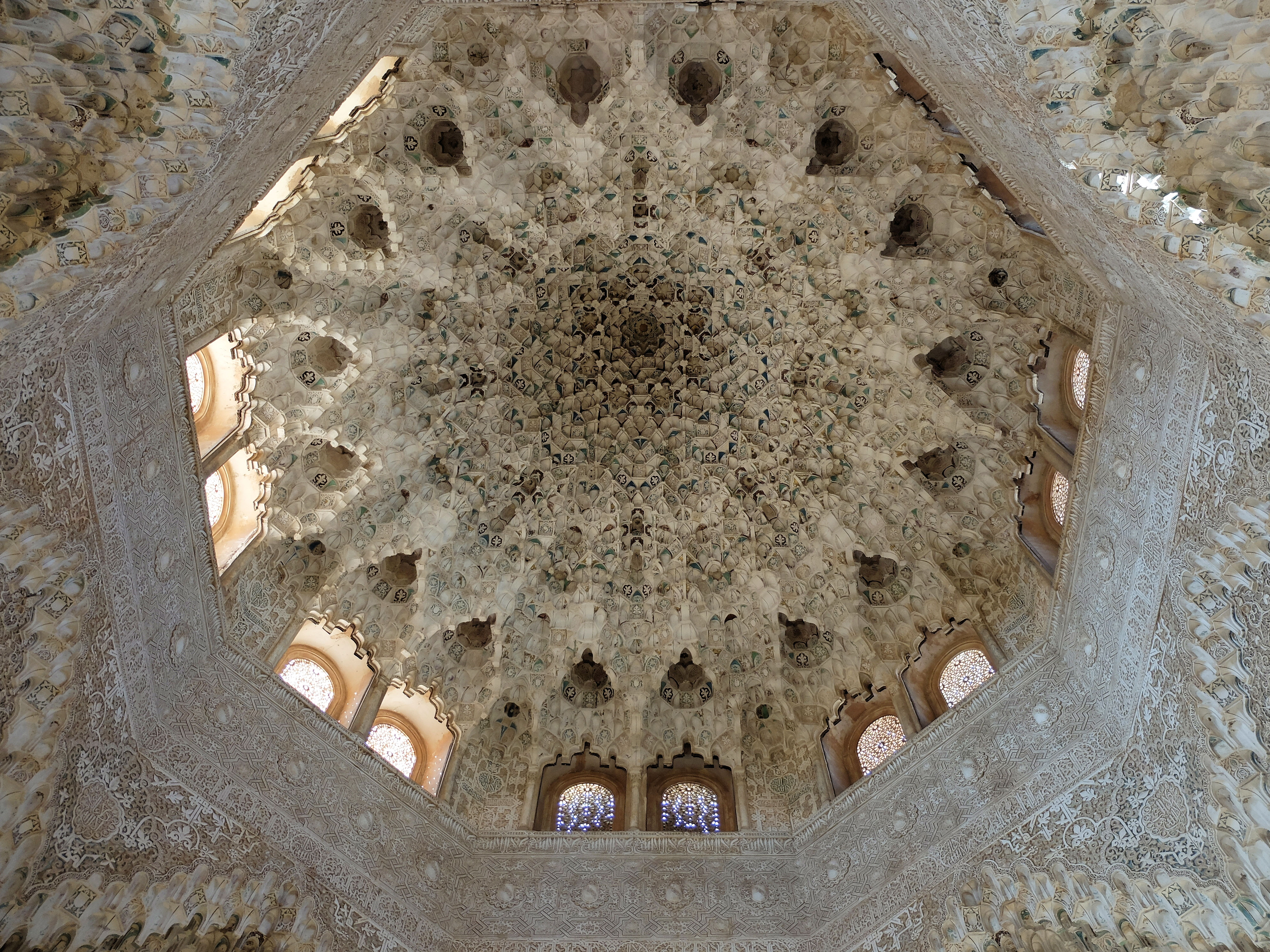
Grenade, Alhambra, Salle des Deux Sœurs, plafond à muqarnas.

Ernst Gombrich met l'accent sur les effets pratiques de l'ornement comme encadrement, remplissage et liaison. Il considère que les aspects les plus significatifs de l'art ne sont pas ornementaux, ce qui découle d'une préférence pour l'art figuratif occidental. Le motif géométrique dans l'ornement islamique implique ce remplissage de l'espace, techniquement décrit comme « tessellation par isométrie ». L'objectif principal du « remplissage » de l'espace par des motifs géométriques est de le mettre en valeur. Dans son livre, The Mediation on Ornament, Oleg Grabar s'écarte de la position d'influence européenne de Gombrich pour montrer comment l'ornement peut être le sujet d'une conception globale. Il fait la différence entre remplir un espace avec du design et transformer un espace par le design.

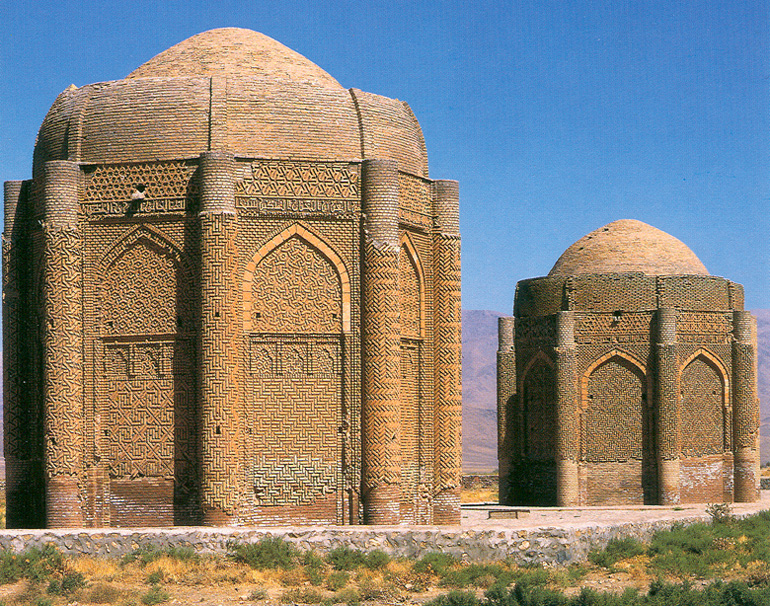
Tours de Kharraqan, en Iran, de l'arrière. 1087.

Grabar attire l’attention sur la « qualité iconophorique » de l’ornement. Son emploi du mot « iconophorique » connote « indicatif » ou « expressif ». Considérer l'ornement pour lui-même porte atteinte à sa subjectivité. Les formes géométriques peuvent être façonnées en tant que sujets grâce à leur capacité à communiquer ou à améliorer le sens iconographique, sémiotique ou symbolique. L'ornement dans l'œuvre islamique est utilisé pour transmettre l'essence d'un message identifiable ou des messages spécifiques eux-mêmes. Les motifs géométriques islamiques richement texturés de l'Alhambra fonctionnent comme un passage, une essence, permettant aux spectateurs de méditer sur la vie et l'au-delà. Un exemple de l'utilisation de la géométrie pour indiquer un message spécifique est visible au-dessus de l'entrée de l'une des tours de Kharraqan, où des polygones en forme d'étoile encadrent le mot « Allah » (Dieu).
Le développement de l'ornementation végétale en provenance d'Égypte, du Proche-Orient ancien et du monde hellénistique a culminé avec l'arabesque islamique. L'ornement végétal est la suggestion d'une évocation de la vie par opposition à sa représentation. Ses lignes organiques et rythmiques créent une essence de croissance et de mouvement.
Une idée fausse courante dans la compréhension de l’arabesque est de la réduire à des messages purement religieux. Cela implique que l’utilisation islamique de l’ornement est apparue comme une réponse stylistique au rejet du culte des idoles ou des icônes. Bien que l’ornement soit utilisé comme véhicule vers la contemplation sacrée et l’union avec Dieu, il ne se limite pas à cette fonction.